# Magnificent Obsession (1954)
Magnificent Obsession is een Amerikaanse dramafilm uit 1954 onder regie van Douglas Sirk.

## Verhaal
Een arts sterft door de schuld van een dronken brokkenmaker. Daarna valt hij de weduwe lastig en biedt haar een afkoopsom aan. Tot overmaat van ramp stort hij ook haar in het ongeluk.

## Rolverdeling
| Acteur             | Personage           |
| ------------------ | ------------------- |
| Jane Wyman         | Helen Phillips      |
| Rock Hudson        | Bob Merrick         |
| Agnes Moorehead    | Nancy Ashford       |
| Otto Kruger        | Edward Randolph     |
| Barbara Rush       | Joyce Phillips      |
| Gregg Palmer       | Tom Masterson       |
| Paul Cavanagh      | Dokter Henry Giraud |
| Sara Shane         | Valerie Daniels     |
| Richard H. Cutting | Dokter Derwin Dodge |
| Judy Nugent        | Judy                |
| Helen Kleeb        | Mevrouw Eden        |
| Rudolph Anders     | Dokter Albert Fuss  |
| Fred Nurney        | Dokter Laradetti    |
| John Mylong        | Dokter Emil Hofer   |
| Alexander Campbell | Dokter Allan        |